# STS-48
STS-48  — космічний політ шатла «Діскавері» за програмою «Спейс Шаттлл» (43-й політ програми і 13-й політ «Діскавері»), метою якого було виведення на геостаціонарну орбіту, за допомогою канадського маніпулятора, супутника «UARS» (вагою близько 6600 кг) для дослідження верхніх шарів атмосфери: дослідження озонового шару Землі. Були проведені експерименти з вивчення розвитку м'язової маси в умовах невагомості у 8 тридцятиденних самиць щурів.
Політ місії STS-48 відкриває п'ятнадцятирічну програму НАСА «Місія планети Земля», на яку витрачено близько 17 млрд дол.

## Екіпаж
- (НАСА): Крайтон Джон[en] (англ. John Oliver Creighton) (3)[2] — командир.
- (НАСА): Кеннет Райтлер[en] (англ. Kenneth Stanley Reightler, Jr)(1) — пілот.
- (НАСА): Джеймс Баклі[en] (англ. James Frederick Buchli)(4) — фахівець з операцій на орбіті.
- . (НАСА): Чарлз Доналд Ґемар (англ. Charles Donald «Sam» Gemar) (2) — фахівець з операцій на орбіті
- (НАСА): Марк Ніл Браун (англ. Mark Neil Brown) (2) — фахівець з операцій на орбіті.

## Параметри польоту
- Маса апарата при старті — 87321 кг;
- Вантажопідйомність — 7 865 кг;

## Галерея

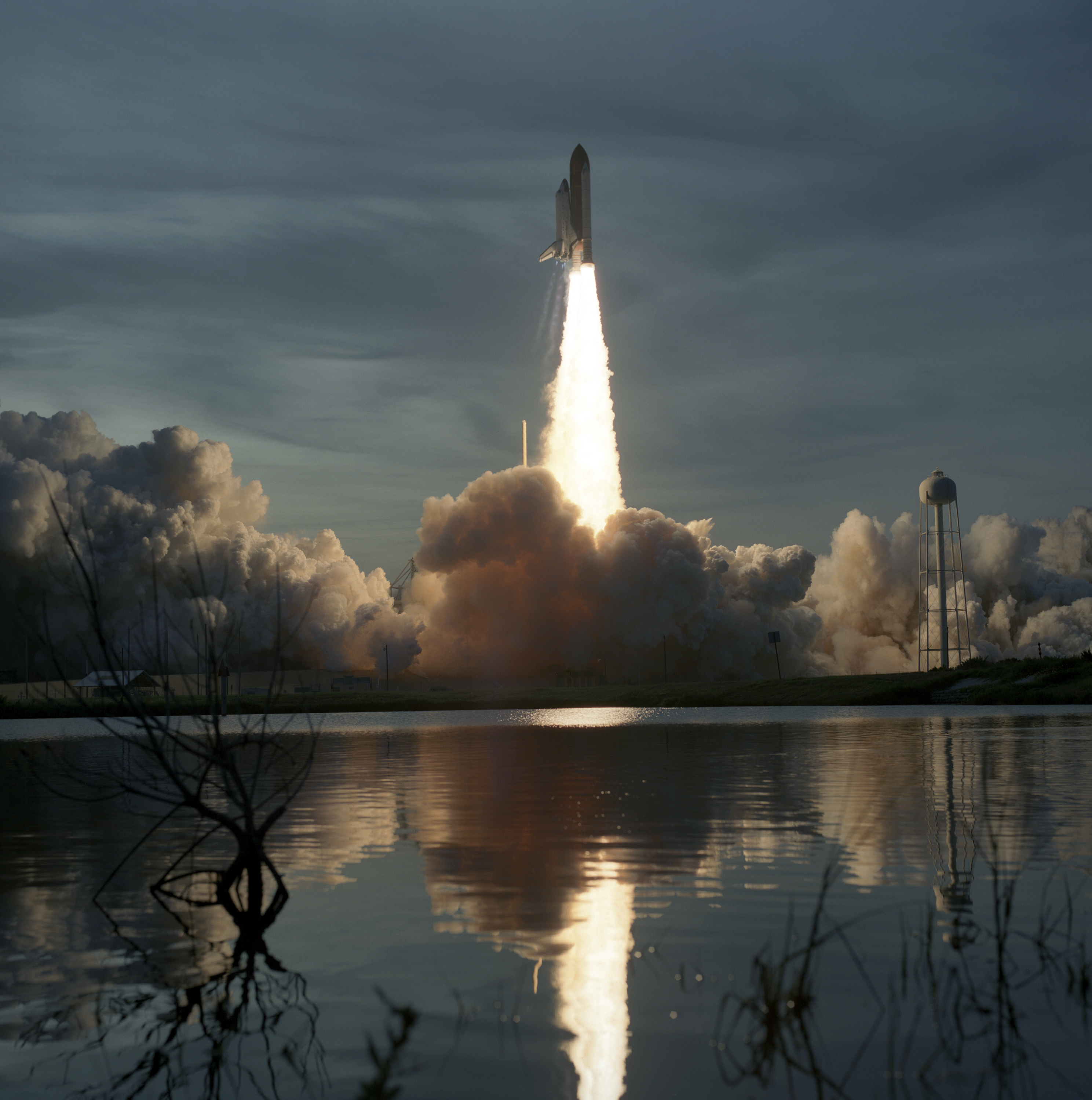
Старт шатла «Діскавері»
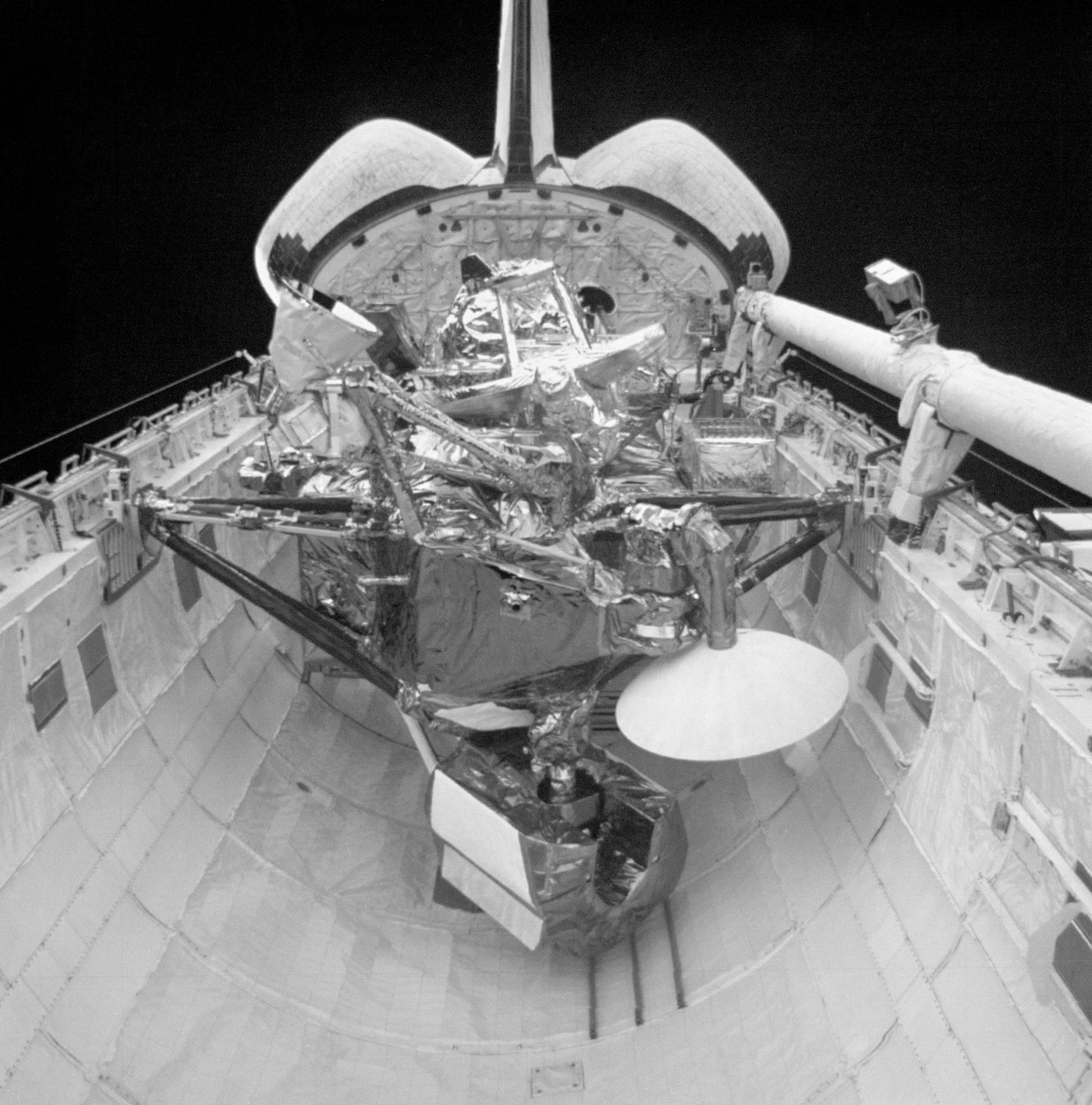
Супутник «UARS» у вантажному відсіку шаттла
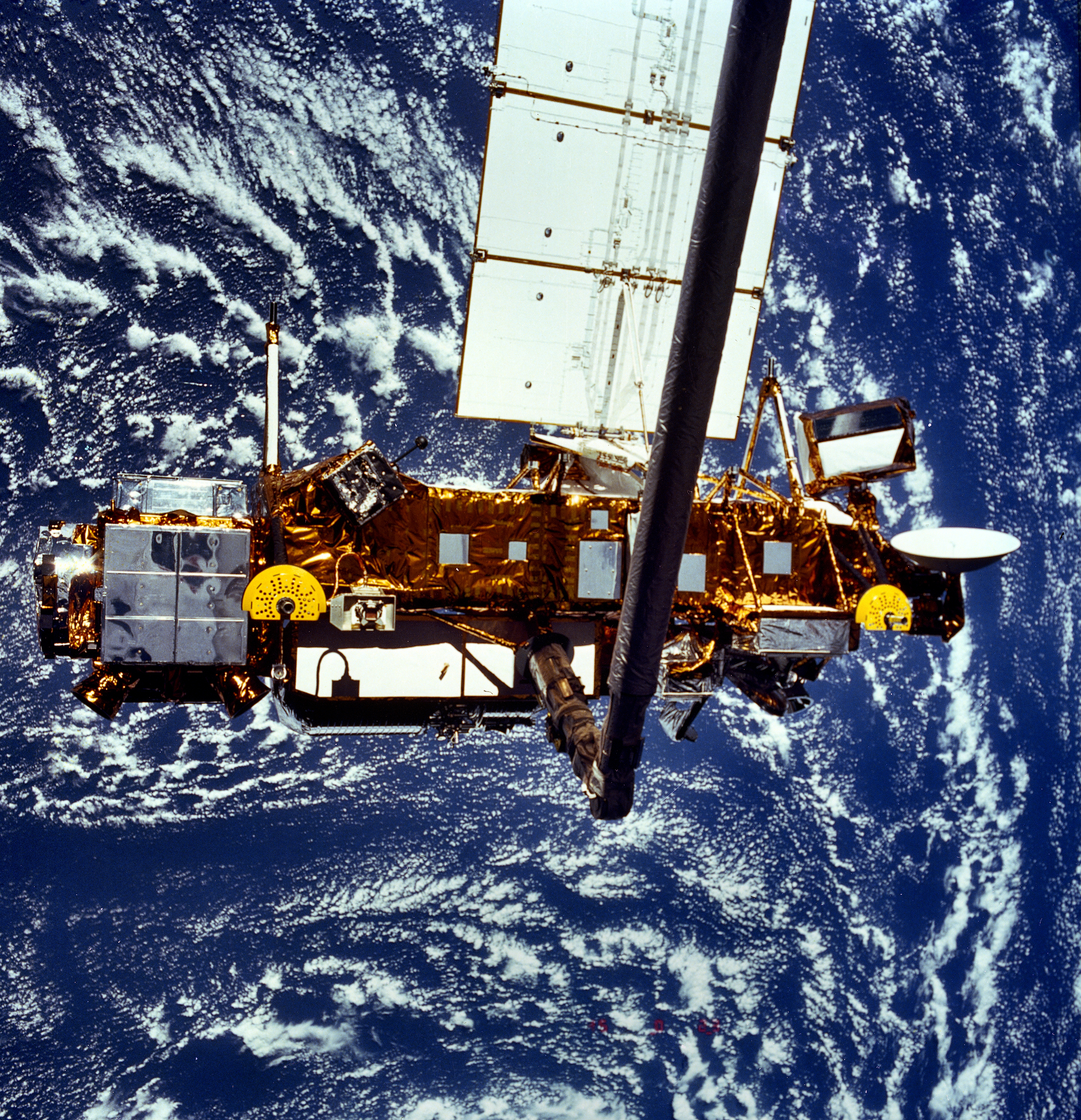
«UARS» утримуваний канадським 15-метровим дистанційним маніпулятором, до розгортання